# Wildnörderer
De Wildnörderer is een 3011 meter hoge berg in de Ötztaler Alpen in het Oostenrijkse Tirol.
De berg is gelegen in de Nauderer Bergen, een subgroep van de Ötztaler Alpen. De bergtop vormt het noordoostelijke eindpunt van een kam die zich vanaf de Nauderer Hennesiglspitze naar het noorden uitstrekt. De bergtop steekt hoog uit boven het noordelijk gelegen Radurschltal.

## Klim
De makkelijkste klim naar de top voert vanaf het noordoostelijk gelegen Hohenzollernhaus. Vanaf daar loopt de weg voorbij aan de tolhut om dan westwaarts omhoog door het Bergltal. Tot aan de schaarde tussen de top van de Wildnörderer en de Brunnenwandspitze is de weg gemarkeerd. Vanaf hier loopt de route in noordelijke richting over rotsklippen, waarna de top over de oostelijke flank wordt beklommen.